# Bãi bùn
Bãi bùn hay bãi triều là một vùng đất ngập nước ven biển, hình thành từ bùn do sông và thủy triều mang tới. Loại địa hình này có thể được tìm thấy tại các khu vực được che chắn như vịnh, bayou, phá và cửa sông. Địa chất học xem bãi bùn là những lớp bùn vịnh bóc lộ được tạo nên từ đất bùn cửa sông, đất sét và các mảnh vụn sinh vật biển. Đa phần trầm tích bãi bùn nằm trong đới gian triều, tức là luân phiên ở trong tình trạng ngập nước/không ngập nước hai lần mỗi ngày.
Trong quá khứ, người ta xem bãi bùn là những vùng không quan trọng về mặt kinh tế; họ thường nạo vét và biến chúng thành đất nông nghiệp. Một vài bãi bùn, đặc biệt là các bãi nông như biển Wadden trở thành địa điểm phổ biến cho môn thể thao đi bộ bãi bùn.
Ở bờ biển Baltic thuộc nước Đức, hoạt động của thủy triều không phải là tác nhân giúp bãi bùn cạn nước mà là hoạt động của gió đã đẩy nước khỏi các vùng nông ra ngoài biển. Trong tiếng Đức, loại bãi bùn này được gọi là Windwatt.

## Sinh thái
Bãi bùn, đầm lầy ngập mặn gian triều và rừng thực vật ngập mặn là những bộ phận quan trọng của hệ sinh thái ven biển. Đây là nơi cư trú của rất đông sinh vật hoang dã mặc dù mức đa dạng sinh học không hẳn là cao. Những vùng này đóng vai trò cực kì quan trọng đối với chim di trú cũng như một số loài cụ thể thuộc phân thứ bộ Cua, động vật thân mềm và cá. Các bãi bùn thuộc Vương quốc Liên hiệp Anh và Bắc Ireland được xếp vào loại hệ sinh thái được ưu tiên trong Kế hoạch hành động đa dạng sinh học (BAP).
Việc duy trì các bãi bùn có vai trò quan trọng để ngăn chặn xói mòn ven biển. Tuy nhiên, bãi bùn trên thế giới đang bị đe doạ bởi sự dâng lên của mực nước biển, hoạt động bồi đất lấn biển nhằm phát triển kinh tế, hoạt động nạo vét cho mục đích vận tải biển và ô nhiễm hoá chất.

## Một số ví dụ
- Vịnh Arcachon, Pháp
- Banc d'Arguin, Mauritanie
- Great Rann of Kutch, Ấn Độ
- Belhaven, Lothian Đông, Scotland, Vương quốc Liên hiệp Anh và Bắc Ireland
- Vịnh Bridgwater và vịnh Morecambe, Vương quốc Liên hiệp Anh và Bắc Ireland
- Mũi Vịnh Cod, tiểu bang Massachusetts, Hoa Kỳ
- Vịnh hẹp Cook, tiểu bang Alaska, Hoa Kỳ
- Vịnh hẹp Koojosee, Nunavut, Canada
- Đảo Lindisfarne thuộc Anh, Vương quốc Liên hiệp Anh và Bắc Ireland
- Minas Basin, Nova Scotia, Canada
- Vịnh Padilla, tiểu bang Washington, Hoa Kỳ
- Vịnh Plymouth, tiểu bang Massachusetts, Hoa Kỳ
- Cảng Tacoma, tiểu bang Washington
- Vịnh Skagit, tiểu bang Washington
- Snettisham, Norfolk, Anh, Vương quốc Liên hiệp Anh và Bắc Ireland
- Biển Wadden, Hà Lan, Đức và Đan Mạch
- Bờ biển phía tây của quần đảo Andros, Bahamas
- Hoàng Hải, Trung Quốc, Triều Tiên

## Hình ảnh

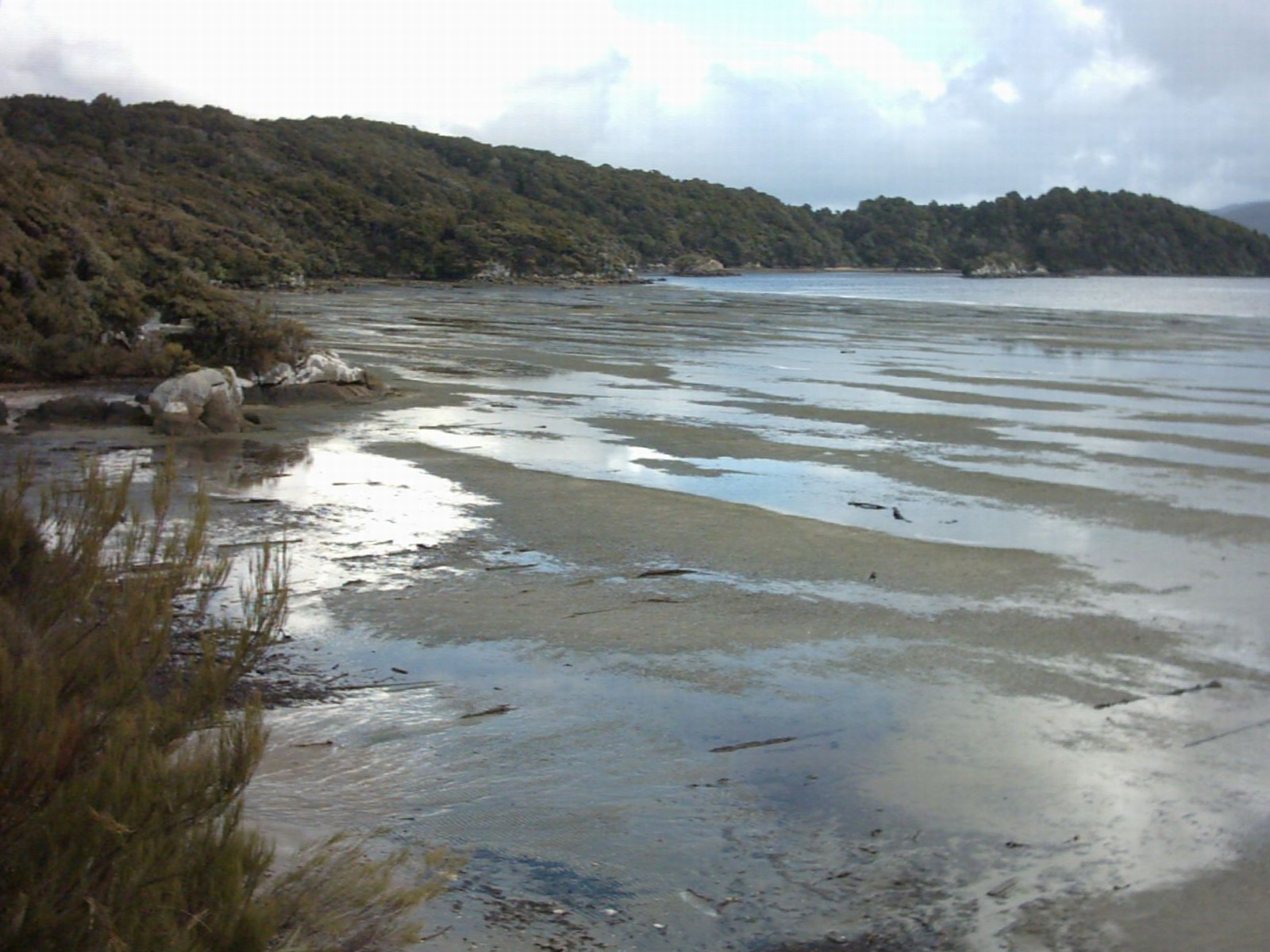
Các bãi bùn thuộc đảo Stewart, New Zealand.
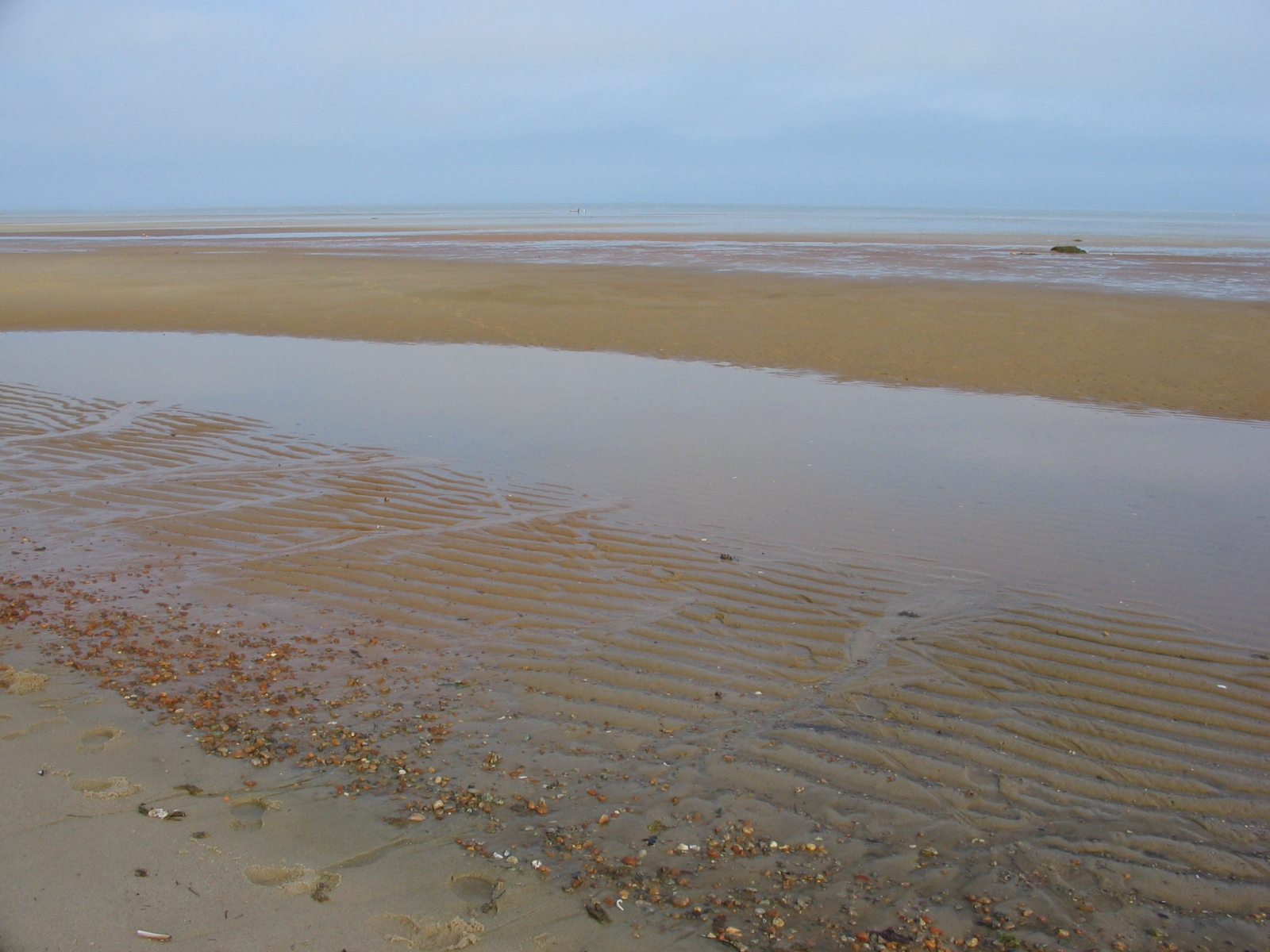
Các bãi bùn ở Brewster, Massachusetts, Hoa Kỳ, kéo dài hàng trăm mét về phía biển lúc nước triều xuống. Đường ranh động vật có vỏ đánh dấu mực thủy triều cao.
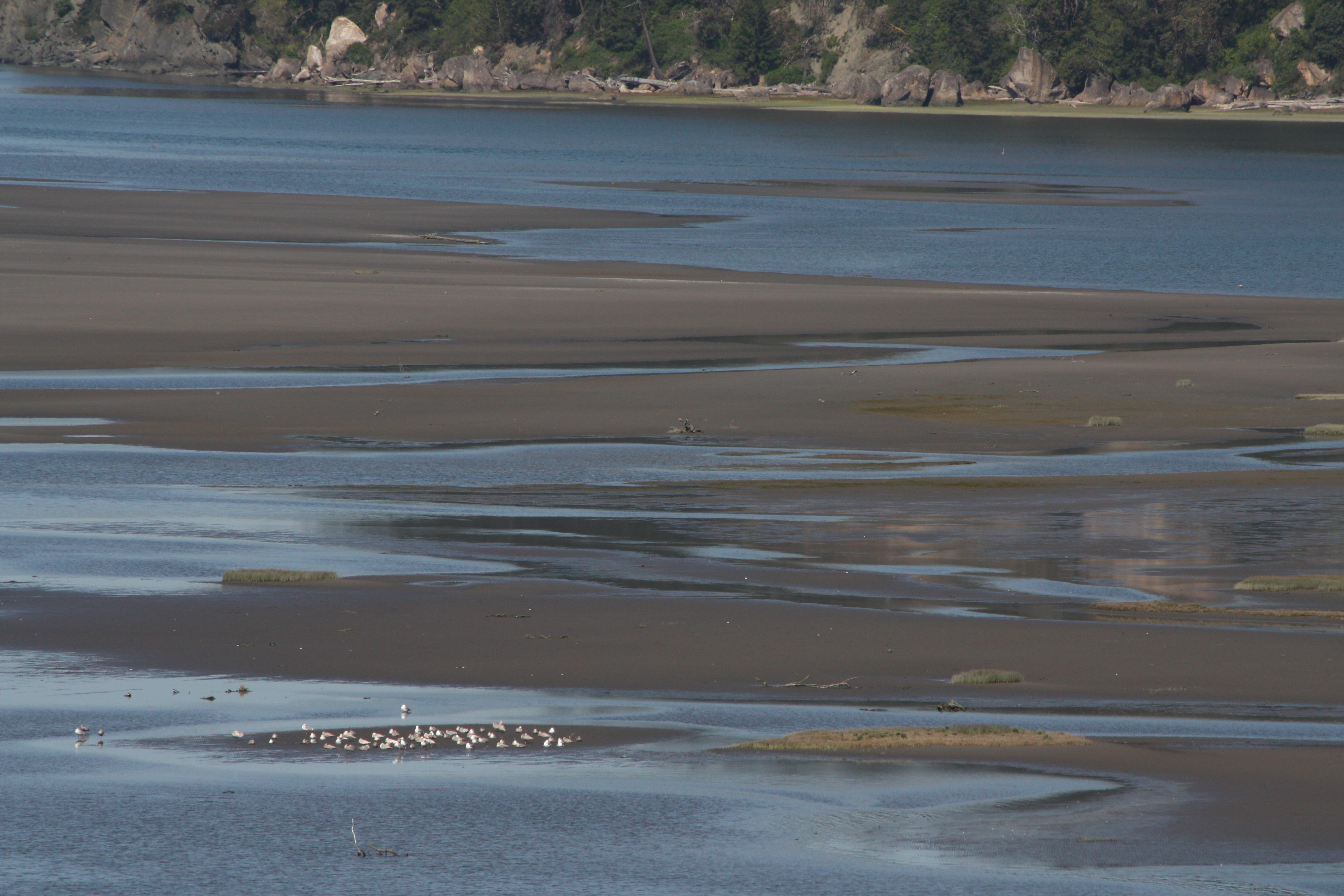
Mòng biển đang kiếm ăn trên bãi bùn thuộc vịnh Skagit, tiểu bang Washington, Hoa Kỳ
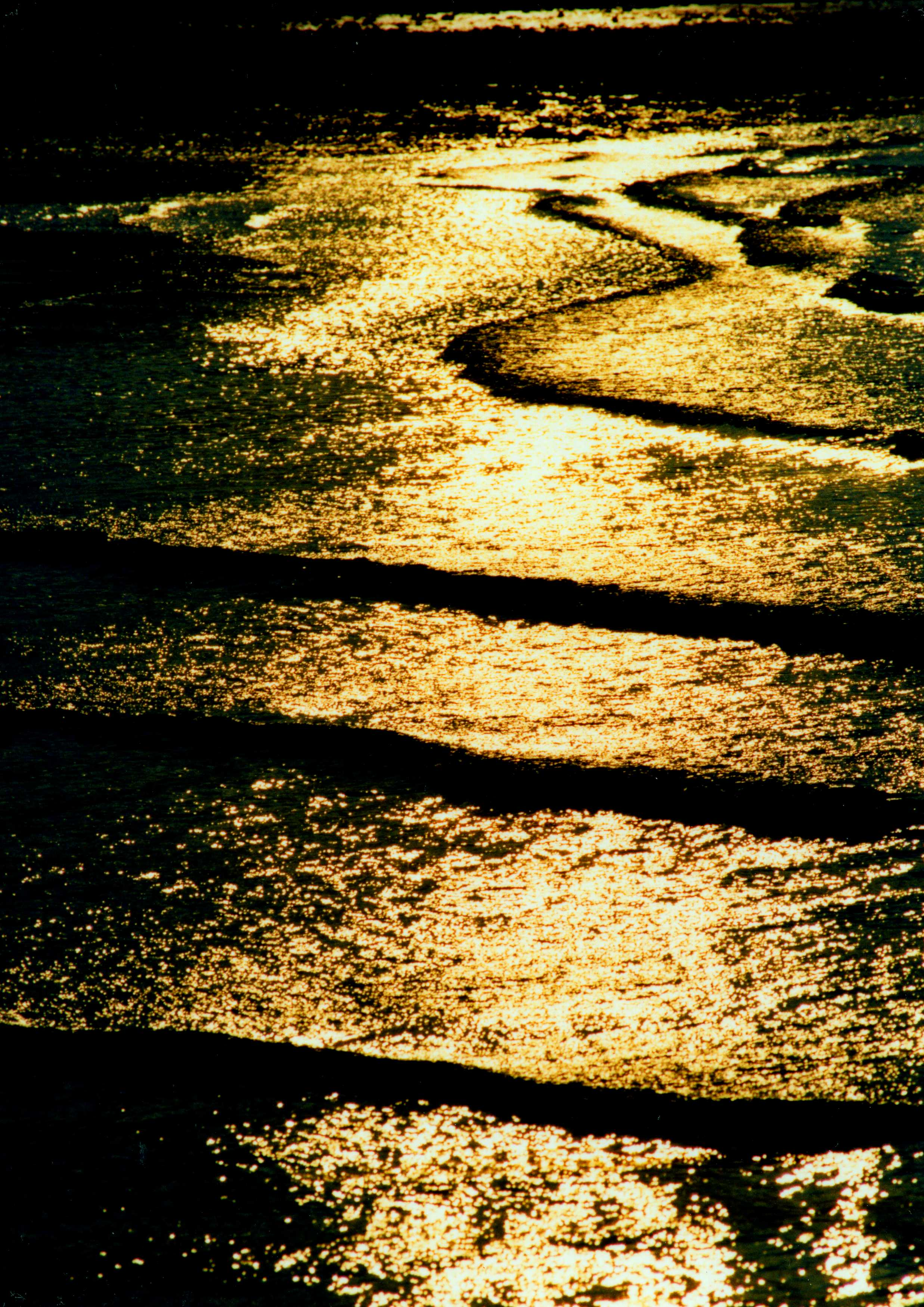
Một bãi bùn ở Nhật Bản lúc chạng vạng tối. Ảnh chụp tại bờ biển Kaburasaki（蕪崎).